# Блејден (Небраска)
Блејден (енгл. Bladen) град је у америчкој савезној држави Небраска.

## Демографија
По попису из 2010. године број становника је 237, што је 54 (-18,6%) становника мање него 2000. године.
| Група             | 2000.       | 2010.       |
| Белци             | 288 (99,0%) | 204 (86,1%) |
| Афроамериканци    | 0 (0,0%)    | 0 (0,0%)    |
| Азијати           | 1 (0,3%)    | 0 (0,0%)    |
| Хиспаноамериканци | 0 (0,0%)    | 23 (9,7%)   |
| Укупно            | 291         | 237         |